# Codex Seidelianus II
El Codex Seidelianus II (Gregory-Aland no. He/013) ε 88 (Soden), és un manuscrit uncial del segle ix del Nou Testament. Està escrit en grec, sobre pergamí, amb lletres uncials, i es conserva a la Universitat d'Hamburg (Cod. 91) a Hamburg i Trinity College (B. XVII. 20.21) a Cambridge.
El còdex conté 194 fulles de pergamí (22 x 18 cm) i conté els quatre Evangelis. El text està escrit en una sola columna per pàgina, i 23 línies per columna.